# Lužná u Rakovníka
Lužná (deutsch Luschna) ist eine Gemeinde in Tschechien. Sie liegt vier Kilometer nordöstlich von Rakovník und gehört zum Okres Rakovník.

## Geographie
Der Ort befindet sich in 348 m ü. M. im Tal des Flüsschens Čistý potok im Norden des Brdywaldes. Nördlich liegt der 537 m hohe Louštín (Lauernstein), der höchste Berg des Džbán (Krugwald). Südlich verläuft die Staatsstraße 237 von Rakovník nach Nové Strašecí. Im Westen liegen die Reste der Burg Hlavačov. Bei der Siedlung Lužná II hat das Dorf einen Bahnhof an den Eisenbahnstrecken von Nové Strašecí nach Rakovník bzw. Žatec, die sich hier gabeln.
Nachbarorte sind Lužná II im Norden, U Nádraží im Nordosten, Krásná Dolina im Osten, Skelná Huť und Belšanka im Südosten, das Gewerbegebiet Šamotka und die Stadt Rakovník im Südwesten, Olešná im Westen sowie Lišany im Nordwesten.

## Geschichte
Die erste urkundliche Erwähnung des Dorfes erfolgte im Jahre 1352, zu dieser Zeit bestand die St. Barbara-Kirche bereits. Der Ort war Herrensitz des Geschlechtes Luženský. In den Hussitenkriegen wurde die Pfarrei 1422 als erloschen genannt. 1579 erhielt Jiří von Lobkowitz den Ort als Pfand.
1848 wurde die Leibeigenschaft aufgehoben und 1850 wurde Lužná zur selbständigen Gemeinde. In der ersten Hälfte des 19. Jahrhunderts wandeltete sich der Charakter des Ortes. Zu den bisherigen Erwerbsquellen in der Land- und Forstwirtschaft sowie der Fischzucht kam der Bergbau hinzu. In mehreren Schächten wurde Steinkohle gefördert, es entstand eine Glashütte sowie Steinbrüche. Zum Ende des 19. Jahrhunderts waren die nahegelegenen Schamottewerke in Rakonitz und der Bahnhof Luschna-Lischan, um den eine neue Siedlung entstanden war, die Hauptarbeitgeber. 1897 zerstörte ein Feuer den unteren Ortsteil Příče und 1922 brannte die Mühle ab.
1938 lebten in Lužná 2250 Menschen und damit hatte sich die Anzahl der Bewohner seit 1921 fast um 500 erhöht. 1938 wurde der Betrieb der Steinkohlengrube V loužku aufgenommen, die zur größten Zeche der Umgebung wurde und bis zu 155 Bergleute beschäftigte. Während des Zweiten Weltkrieges wurde der Bahnhof bombardiert, dabei kamen in einem Wohnhaus drei Menschen um und mehrere Lokomotiven wurden zerstört.
1997 errichteten die Tschechischen Bahnen České dráhy im früheren Heizhaus der Buschtěhrader Eisenbahn das Eisenbahnmuseum Lužná u Rakovníka ein.

## Gemeindegliederung
Für die Gemeinde Lužná sind keine Ortsteile ausgewiesen. Grundsiedlungseinheiten sind Belšanka, Lužná und Lužná-u nádraží, zumeist Lužná II genannt. Zu Lužná gehören außerdem die Ansiedlungen Krásná Dolina und Skelná Huť.

## Sehenswürdigkeiten
- Eisenbahnmuseum Lužná u Rakovníka in Lužná II
- Kirche St. Barbara
- hussitische Kirche Husův Sbor

## Persönlichkeiten
- Eva Hadrabová (1902–1973), Opernsängerin